# Kostel Nanebevzetí Panny Marie v Buttes Chaumont
Kostel Nanebevzetí Panny Marie v Buttes Chaumont (fr. Église Notre-Dame-de-l'Assomption-des-Buttes-Chaumont) je katolický farní kostel v 19. obvodu v Paříži, v ulici Rue de Meaux. Je zasvěcen Panně Marii a pojmenován podle nedalekého veřejného parku Buttes-Chaumont. Kostel byl dokončen v roce 1968.